# 헤라트 국제공항
헤라트 국제공항 (IATA: HEA, ICAO: OAHR)은 아프가니스탄 서부의 헤라트 남동쪽 10.5km에 위치하여, 헤라트-파라 간선도로의 동쪽에 있으며, 헤라트주 구자라 지구에 가까이 위치하여 있다. 카불 국제공항, 칸다하르 국제공항 다음으로 아프가니스탄에서 세번째로 큰 상업 공항이다.

## 운항 노선

### 국제선
| 항공사               | 목적지       |
| -------------------- | ------------ |
| 아리아나 아프간 항공 | 델리         |
| 캄에어               | 델리, 메디나 |

### 국내선
| 항공사               | 목적지 |
| -------------------- | ------ |
| 아리아나 아프간 항공 | 카불   |
| 캄에어               | 카불   |